# عصماء بنت مروان
عصماء بنت مروان، شاعرة من أهل المدينة في القرن السابع الميلادي. رويت حولها قصص صنفها أهل الحديث بأنها موضوعة، تدور حول سخريتها من أهل المدينة لطاعتهم قائدا ليس منهم.